# Kenji Honnami
Kenji Honnami (本並 健治 Honnami Kenji?,  nacido el 23 de junio de 1964 en Hirakata, Osaka) es un exfutbolista japonés que se desempeñaba como guardameta.
En 1994, Honnami jugó 3 veces para la Selección de fútbol de Japón.

## Trayectoria

### Clubes
| Club        | País  | Año         |
| ----------- | ----- | ----------- |
| Gamba Osaka | Japón | 1986 - 1997 |
| Tokyo Verdy | Japón | 1997 - 2001 |

### Selección nacional
| Selección | País  | Año  |
| --------- | ----- | ---- |
| Absoluta  | Japón | 1994 |

## Estadística de equipo nacional
| Selección de Japón | Selección de Japón | Selección de Japón |
| Año                | Part.              | Goles              |
| ------------------ | ------------------ | ------------------ |
| 1994               | 3                  | 0                  |
| Total              | 3                  | 0                  |

## Palmarés

### Títulos nacionales
| Título             | Club                | País  | Año  |
| ------------------ | ------------------- | ----- | ---- |
| Copa del Emperador | Matsushita Electric | Japón | 1990 |